# 第一屆國民大會臺灣省代表
中華民國第一屆國民大會代表選舉於1947年（民國36年）11月21日至11月23日在全國同時舉行。應選3045席實選2961席，其中包括吳三連、余登發、連震東等具代表性的臺籍人士。隨中華民國政府遷台者一直沒有進行改選，許多代表一直當到過世，未過世者則一直擔任至1991年（民國80年）底才全面退休。

## 名單

### 1947年選舉
台灣省是中華民國第47個省，共分為9市8縣（9市：基隆市、臺北市、新竹市、臺中市、彰化市、嘉義市、臺南市、高雄市、屏東市；8縣：臺北縣、新竹縣、臺中縣、臺南縣、高雄縣、花蓮縣、臺東縣、澎湖縣），應選國大代表1名者計15縣市，應選國大代表2名者計2縣（台中、台南），共計19名。國民黨籍13人，無黨籍6人（楊金虎以無黨籍當選後加入民社黨）。
| 選區   | 名額 | 當選名單       | 候補名單     | 遞補人及遞補時間        | 備註 |
| ------ | ---- | -------------- | ------------ | ----------------------- | ---- |
| 臺北市 | 1    | 黄及時         | 鄭邦卿       | 鄭邦卿(民國61年3月13日) |      |
| 基隆市 | 1    | 李清波         | 紀秋水       | 紀秋水(民國39年10月3日) |      |
| 新竹市 | 1    | 蘇绍文         |              |                         |      |
| 臺中市 | 1    | 林朝權         | 林湯盤       | 林湯盤                  |      |
| 彰化市 | 1    | 呂世明         |              |                         |      |
| 臺南市 | 1    | 連震東         |              |                         |      |
| 嘉義市 | 1    | 劉傳來         |              |                         |      |
| 高雄市 | 1    | 楊金虎         |              |                         |      |
| 屏東市 | 1    | 張吉甫         |              |                         |      |
| 臺北縣 | 1    | 王民寧         |              |                         |      |
| 新竹縣 | 1    | 吳鴻森         |              |                         |      |
| 臺中縣 | 2    | 林忠、林吳帖   |              |                         |      |
| 臺南縣 | 2    | 吳三連、楊郭杏 | 殷占魁、張會 | 張會(民國46年8月17日)   |      |
| 高雄縣 | 1    | 余登發         | 劉兼善       | 劉兼善(民國63年5月28日) |      |
| 臺東縣 | 1    | 陳振宗         | 黃忠         | 黃忠(民國41年6月7日)    |      |
| 花蓮縣 | 1    | 劉振聲         | 吳萬恭       | 吳萬恭(民國61年1月20日) |      |
| 澎湖縣 | 1    | 謝掙強         |              |                         |      |

### 1972年選舉
自此次增額選舉起將選出定期改選的國民大會代表。